# Айни Камози
А́йни Камо́зи (или Айни Камо́узи; англ. Ini Kamoze, /ˈaɪni kəˈmoʊzi/; наст. имя: Cecil Campbell; род. 9 октября 1957) — ямайский регги-певец, известный по ставшей его визитной карточкой песне «Here Comes the Hotstepper» (1994). Сингл с этой песней (включённой в саундтрек к фильму «Высокая мода») возглавил американский хит-парад, а также хит-парады Дании и Новой Зеландии, и добрался до 4 места в Великобритании.

## Дискография
- См. статью «Ini Kamoze § Discography» в английском разделе.